# Termokras
Termokras je geologické označení pro soubor osobitých tvarů a jevů vznikajících v nezpevněných zvětralinách či sedimentech subpolárních oblastí vlivem střídavého sezónního mrznutí vody a tání podzemního ledu v permafrostu. Povrch se utváří degradací permafrostu v důsledku nerovnoměrného pohybu půdy a podložních hornin při postupném odtávání podzemního ledu v permafrostu.

## Termokrasové tvary a jevy
Mezi termokrasové tvary patří termokrasová jezera, termokrasová údolí, taliky, sufozní deprese, alasy, bajdžarachy, ďujoďy, pinga. Vlivem eroze a abraze dochází k termoplanaci reliéfu.

## Výskyt
V současnosti se termokras vytváří v subpolárních oblastech Sibiře, Kanady či Aljašky (mezi 60. až 75. stupněm severní zeměpisné šířky). Největší známá termokrasová propadlina je Batagajka na východní Sibiři.